# Nedre Parkalompolo
Nedre Parkalompolo eller Kenttälompolo är en sjö i Pajala kommun i Norrbotten och ingår i Torneälvens huvudavrinningsområde. Nedre Parkalompolo ligger i Torne och Kalix älvsystem Natura 2000-område.